# Inquisition portugaise

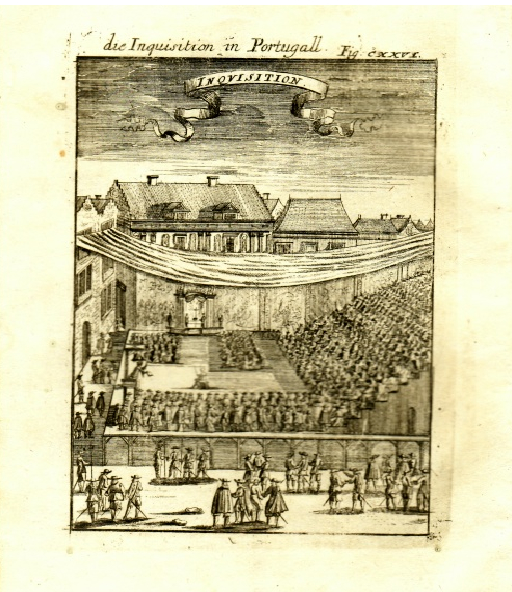
Gravure Die Inquisition in Portugall par Jean David Zunner d'après Description de L'Univers, Contenant les Differents Systemes de Monde, Les Cartes Generales & Particulieres de la Geographie Ancienne & Moderne par Alain Manesson Mallet, Frankfurt, 1685 (collections privées du Dr Nuno Carvalho de Sousa, Lisbonne).

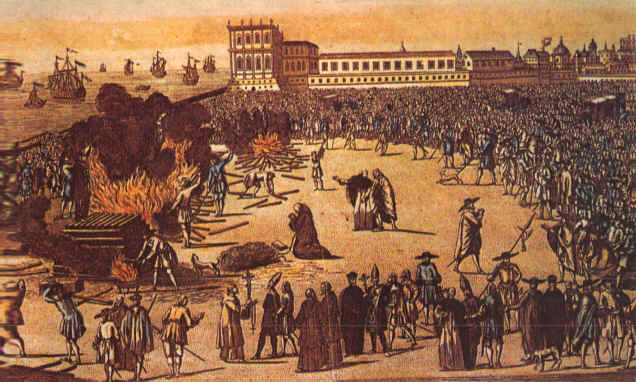
Juifs sur le bûcher (d'autres portent le sambenito), Portugal, XVIe siècle

L’Inquisition au Portugal ou Inquisition portugaise est comparable à son homologue espagnole.
Manuel Ier, roi du Portugal, épouse l'infante d'Espagne Isabelle le 30 novembre 1496. Le 5 décembre, un décret royal accorde 10 mois aux Juifs et aux musulmans pour quitter le pays. Le roi se ravise et, le vendredi 19 mars 1497, il ordonne le baptême de tous les enfants du royaume pour le dimanche suivant, ce qui donne lieu à de terribles scènes, d'autant qu'une partie de ces Juifs venaient de se réfugier au Portugal en 1492, après avoir été expulsés d'Espagne. Puis en 1499, Manuel comprenant que son royaume risquait de perdre plus que ses Juifs en les expulsant, publie un décret interdisant aux conversos de quitter le pays.
L'Inquisition devient officielle avec la nomination de Diogo da Silva (pt), confesseur de Manuel, comme Inquisiteur général en décembre 1531. Mais des conversos influents réussissent à la faire suspendre. 
Charles Quint pèse de tout son poids pour le rétablissement d'une Inquisition à l'espagnole. La décision est prise le 23 mai 1536 sous le pontificat de Paul III. Mais les conversos réussissent encore par de multiples tractations avec le pape à restreindre les pouvoirs du Saint-Office et même à le suspendre en 1544. 
Malgré tout, en 1547, l'Inquisition est formellement établie par Jean III. Les conversos se battent une dernière fois sur la question du pouvoir de confiscation. Cette arme est finalement concédée aux tribunaux, et le Portugal se dote ainsi d'une Inquisition indépendante plus terrible encore que son modèle espagnol. En effet, la conversion au catholicisme y est imposée à tous les Juifs et n'est pas assortie, contrairement à l'Espagne, de la possibilité d'émigrer. Par conséquent, les « nouveaux chrétiens » sont les descendants de ces conversos issus d'une conversion forcée, et leurs tentatives de fuite vers l'extérieur y sont proportionnellement plus importantes qu'en Espagne. Une importante partie de ceux qui restent sur place continue à « judaïser » en secret : méprisés sous le nom de marranes (« porcs »), ils sont persécutés par l'Inquisition.
L'Inquisition est si dure au Portugal qu'un certain nombre de « nouveaux chrétiens » portugais vont jusqu'à tenter de se réfugier en Espagne qui pourtant les a vomis.
Le Saint-Office jouit de puissants pouvoirs et ses fourches poursuivent les Juifs ou les marranes jusque dans les pays éloignés où ils se réfugient tels que les Provinces Unies ou les îles des empires coloniaux (Amérique centrale, Caraïbes) de l'époque.
Sa dernière victime sera un prêtre jésuite, Gabriel Malagrida, brûlé à Lisbonne en septembre 1761. En 1771, les autodafés publics sont interdits. En 1773, toute différence entre anciens et « nouveaux chrétiens » est abolie. L'Inquisition s'arrête définitivement en 1778. Elle est abolie formellement par la constitution libérale de 1822.
L'Inquisition au Portugal a instruit 40 000 procès depuis sa fondation. Pour donner un exemple de ce harcèlement, la famille de la mère de Baruch Spinoza en a connu une centaine. Plus de 30 000 procès se sont conclus par des condamnations. Les sentences ont été exécutées au cours de près de 750 autodafés ; 1 808 jugés coupables ont été brûlés sur le bûcher (633 en effigie et 1 175 en personne) et 29 590 ont été « réconciliés ».

## Chronologie
- 711 : conquête de la péninsule Ibérique par les Maures.
- 1210 : fondation de l'ordre des Franciscains, qui va jouer un rôle primordial dans l'Inquisition.
- 1220 : fondation de l'ordre des Dominicains, qui va jouer un rôle primordial dans l'Inquisition.
- 1231 : Grégoire IX commence l'Inquisition médiévale.
- 1252 : Innocent IV approuve officiellement l’utilisation de la torture pour obtenir les aveux des suspects.
- 1453 : les Turcs s'emparent de Constantinople.
- 1494 : traité de Tordesillas qui divise le 'nouveau monde' entre l'Espagne (la plupart de l'Amérique) et le Portugal (Afrique, Asie et Brésil).
- 1497 : conversion forcée des juifs au Portugal.
- 1506 : environ 2 000 conversos sont lynchés par les foules à Lisbonne.
- 1510 : Afonso de Albuquerque conquiert Goa.
- 1517 : début de la Réforme.
- 1534 : fondation de l'ordre des Jésuites (reconnu par le pape en 1540). La Compagnie de Jésus est le seul ordre catholique à avoir refusé de participer à l'Inquisition.
- 1536 : Paul III Farnèse autorise la création de l'Inquisition portugaise avec des pouvoirs restreints.
- 1540 : premier autodafé à Lisbonne.
- 1542 : Paul III établit l'Inquisition romaine.
- 1543 : le converso Jeronimo Diaz, condamné par l'Inquisition, est brûlé à Goa.
- 1547 : l'Inquisition portugaise obtient les pleins-pouvoirs.
- 1551 : l'Inquisition portugaise est élargie et inclut les Açores, Madère, Angola, Brésil, Cap-Vert, Guinée et Sao Tomé.
- 1560 : premiers inquisiteurs nommés à l'Inquisition de Goa.
- 1580 : unification des couronnes d'Espagne et du Portugal sous Philippe II
- 1640 : le Portugal entame la guerre de Restauration contre l'Union Ibérique.
- 1664 : l'ordre d'arrestation de Crispina Peres pour sorcellerie est publié[1]
- 1743-44 : procès des francs-maçons au Portugal.
- 1759 : les jésuites sont expulsés du Portugal.
- 1761 : dernier « relaxé » (relaxado) brulé par l’Inquisition portugaise.
- 1772 : le marquis de Pombal met fin à la discrimination qui visait les « nouveaux chrétiens ».
- 1821 : abolition officielle de l'Inquisition au Portugal.